# Нью-Йоркская агломерация
Нью-Йоркская агломерация (англ. New York metropolitan area; также известна как Большой Нью-Йорк, Нью-Йоркский (Нью-Йорк — Северный Нью-Джерси — Лонг-Айленд) метрополитенский статистический ареал, комбинированный статистический ареал Нью-Йорк — Ньюарк — Бриджпорт) — крупнейшая городская агломерация США и одна из крупнейших в мире, с центром в городе Нью-Йорке. Кроме того, агломерация включает пять крупнейших городов штата Нью-Джерси (Ньюарк, Джерси-Сити, Элизабет, Патерсон, Трентон) и шесть из семи крупнейших городов штата Коннектикут (Бриджпорт, Нью-Хейвен, Стэмфорд, Уотербери, Норуолк, Данбери). Общая площадь — 34 494 км². Один из важнейших регионов США и мира, являющийся финансовым и промышленным центром.

## Определение
Американская Служба управления и бюджета (Office of Management and Budget) имеет два определения для территории Нью-Йоркской агломерации: метрополитенский статистический ареал и комбинированный статистический ареал.

### Метрополитенский ареал
Метрополитенский ареал называется МСА Нью-Йорк — Северный Нью-Джерси — Лонг-Айленд или Нью-Йорк — Нью-Джерси — Пенсильвания (New York-Northern New Jersey-Long Island, New York-New Jersey-Pennsylvania Metropolitan Statistical Area) с общим населением 18 897 109 человек в 2010 году. В свою очередь МСА делится на четыре метрополитенских отделения. Состоит из 23 округов метрополитеских ареалов, в том числе 10 в штате Нью-Йорк (5 в городе Нью-Йорк, 2 на Лонг-Айленде, 3 в долине Хадсон), 12 — в северном и центральном Нью-Джерси, 1 — в северо-западном Коннектикуте. Крупнейшая урбанизированная область в США — центр метрополитического ареала — Нью-Йорк — Ньюарк (New York-Newark, NY-NJ-CT Urbanized Area) (население в 2008 году 18.3 млн чел. на территории 6 720 кв. миль).
Состав Нью-Йорк — Северный Нью-Джерси — Лонг-Айленд МСА:
- Нью-Йорк — Уайт-Плейнс — Уэйн, НЙ—НД метрополитенское отделение (11 732 233)
  - Кингс (Бруклин), НЙ
  - Куинс НЙ
  - Нью-Йорк (Манхэттен), НЙ
  - Бронкс
  - Ричмонд (Статен-Айленд), НЙ
  - Уэстчестер, НЙ
  - Берген, НД
  - Хадсон, НД
  - Пассейик, НД
  - Рокленд, НЙ
  - Патнам, НЙ
- Нассо — Саффолк, НЙ метрополитенское отделение (2 875 904)
  - Саффолк, НЙ
  - Нассо, НЙ
- Эдисон — Нью-Брансуик, НД метрополитенское отделение (2 335 390)
  - Мидлсекс, НД
  - Монмут, НД
  - Оушен, НД
  - Сомерсет, НД
- Ньюарк, НД — Юнион, НД, П метрополитенское отделение (2,126,269)
  - Эссекс, НД
  - Юнион, НД
  - Моррис, НД
  - Сассекс, НД
  - Хандертон, НД
  - Пайк, П

### Комбинированный ареал
Комбинированный статистический ареал состоит из самого МСА и плюс более широкого региона, состоящего из пяти смежных метрополитенских ареалов. Ареал известен как комбинированный статистический ареал Нью-Йорк — Ньюарк — Бриджпорт или Нью-Йорк — Нью-Джерси — Коннектикут — Пенсильвания (New York-Newark-Bridgeport, New York-New Jersey-Connecticut-Pennsylvania Combined Statistical Area), с общим населением в 2009 году 22 085 649. Регион дополнительно включает 7 округов штатов Нью-Йорк, Нью-Джерси и Коннектикут, и часто упоминается как ареал трёх штатов и реже регион трёх штатов (без учёта Пенсильвании). Но New York City televisiondesignated market area включает округ Пайк (штат Пенсильвания), который также включают в МСА.
Более широкий регион включает крупные города США: пять крупнейших городов Нью-Джерси (Ньюарк, Джерси-Сити, Элизабет, Патерсон и Трентон) и шесть из семи крупнейших городов Коннектикута (Бриджпорт, Нью-Хейвен, Стэмфорд, Уотербери, Норуолк, Данбери). Общая площадь — 30 671 км².
- Бриджпорт — Стэмфорд — Норуолк МСА (916 829)
  - Фэрфилд, К
- Нью-Хейвен — Милфорд МСА (862 477)
  - Нью-Хейвен, К
- Покипси — Ньюбург — Мидлтаун МСА (677 094)
  - Ориндж, НЙ
  - Датчесс, НЙ
- Трентон — Ивинг МСА (366 222)
  - Мёрсер, НД
- Торрингтон микрополитенский статистический ареал (189 927)
  - Личфилд, К
- Кингстон МСА (182 693)
  - Алстер, НЙ (182 693)

В дополнение МСА Нью-Йорк — Северный Нью-Джерси — Лонг-Айленд включают в КСА Нью-Йорк — Ньюарк — Бриджпорт с общим населением 22 232 494 человек.

## География
Ареал часто делят на такие регионы:
- Нью-Йорк (центр региона)
- Лонг-Айленд (округа штата Нью-Йорк Саффолк и Нассо — отделенные водами от остального региона, за исключением Нью-Йорка; не включает округа Куинс и Кингс (Бруклин), которые также расположены на острове Лонг-Айленд, но совпадают с районами Нью-Йорка)
- Северный Джерси — северная часть штата Нью-Джерси (включает 10 округов)
- Центральный Джерси — центральная часть штата Нью-Джерси (включает 7 округов)
- Долина реки Гудзон (пригороды нижней части долины Гудзон, расположенные на территории округов Уэстчестер, Патнам и Рокленд; дальние пригороды (еxurb) средней части долины округов Датчесс, Ориндж, Алстер)
- Западный Коннектикут (это часть региона, отделённая границей штата; включает округа Фэрфилд, Нью-Хейвен и Личфилд)

### Главные города
Список главных городов в комбинированном статистическом ареале Нью-Йорк — Ньюарк — Бриджпорт с населением по данным Бюро переписи США на 2010 год
- Нью-Йорк — Северный Нью-Джерси — Лонг-Айленд МСА
  - Нью-Йорк (8 363 710)
  - Ньюарк (Нью-Джерси) (277 140)
  - Джерси-Сити (247 597)
  - Йонкерс (195 976)
  - Патерсон (Нью-Джерси) (146 199)
  - Эдисон (Нью-Джерси) (99 967)
  - Нью-Рошелл (Нью-Йорк) (77 062)
  - Маунт-Вернон (Нью-Йорк) (67 292)
  - Уайт-Плейнс (56 853)
  - Юнион (56 642)
  - Уэйн (Нью-Джерси) (54 717)
  - Хемпстед (Нью-Йорк) (53 891)
  - Нью-Брансуик (Нью-Джерси) (55 181)
  - Хобокен (Нью-Джерси) (50 005)
  - Хакенсак (Нью-Джерси) (43 010)
  - Лонг-Бич (Нью-Йорк) (33 275)
- Трентон — Ивинг МСА
  - Трентон (Нью-Джерси) (84 913)
  - Ивинг (Нью-Джерси) (35 790)
- Бриджпорт — Стэмфорд — Норуолк МСА
  - Бриджпорт (Коннектикут) (144 229)
  - Стэмфорд (Коннектикут) (122 643)
  - Норуолк (85 603)
  - Данбери (Коннектикут) (80 893)
  - Стретфорд (Коннектикут) (51 384)
- Нью-Хейвен — Милфорд МСА
  - Нью-Хейвен (Коннектикут) (129 779)
  - Милфорд (Коннектикут) (52 759)
- Покипси — Ньюбург — Мидлтаун МСА
  - Покипси (32 736)
  - Ньюбург (Нью-Йорк) (28 866)
  - Мидлтаун (Нью-Йорк) (28 086)
- Кингстон МСА
  - Кингстон (Нью-Йорк) (23 893)
- Торрингтон микрополитенский статистический ареал
  - Торрингтон (Коннектикут) (35 995)

## Экономика
Экономика региона — крупнейшая в США и один из важнейших мировых центров международного банковского дела и торговли. Нью-Йорк — продуманный глобальный город. Финансы, недвижимое имущество, промышленность, туризм, биотехнологии и образование в целом — ведущие индустрии региона. Другие индустрии включают мероприятия и новости условий жизни. В 2010 году валовый метрополитенский продукт составил 1,28 трлн долларов США, это второй по счёту после Токио.
В соответствии с этим достатком, стоимость проживания в регионе одна из самых высоких в мире. Изменения в индексе цен на жильё в регионе общедоступны на постоянной основе, используя Индекс Кейса-Шиллера; статистика издаётся компанией Standard & Poor's и является частью композиционного индекса S&P десятки городов, оценивая рынок подлинного жилого имущества.

## Образование
В метрополитенском ареале расположено множество образовательных учреждений. В регионе расположен ряд престижных колледжей Колумбийского, Нью-Йоркского и Йельского университетов. Нью-Йоркский образовательный департамент — крупнейший школьный округ в США обслуживающий свыше 1,2 млн учащихся. Общественные старшие школы такие как высшая технологическая старшая школа (округ Монмут, НД), старшая школа в Лонг-Айленд-Сити, Стьювисент (Battery Park City, Нижний Манхэттен) — одни из престижнейших в школьном округе.

### Образованность
Согласно проведённому в 2010 году американскому общественному опросу у свыше 14 973 063 человек старше 25 лет 14,8 % (2 216 578) обладают профессионально-техническим образованием, 21,1 % (3 166 037) — степенью бакалавра, 6,4 % (962 007) — associate degree, 16,0 % (2 393 990) окончили колледж (но без учёной степени), 26,8 % (4 009 901) — старшую школу или равноценное заведение, 14,8 % (2 224 557) обладают уровнем ниже старшей школы. В 2010 году CNN Money включило регион в умнейшую десятку регионов США.

## Транспорт

### Загородные поезда
Метрополитенский ареал частично определяет ареал, где люди едут на работу из пригородов непосредственно в Нью-Йорк. Город обслуживается тремя основными системами пригородных железных дорог, а также Амтрак.
Железная дорога Лонг-Айленда (Long Island Rail Road) — наиболее оживлённая пригородная ж/д в США, обслуживаемая компанией MTA. Она имеет две главные конечные станции (терминала) Pennsylvania Station (в Среднем Манхеттене) и Atlantic Terminal (в Даунтауне Бруклина), а также второстепенную станцию Long Island City и главный пересадочный пункт Ямайка в Куинсе.
Железная дорога Метро-Норс (Metro-North Railroad) — вторая по оживленности пригородная ж/д в США, также обслуживаемая Metropolitan Transportation Authority, но совместно с Отделением транспорта Коннектикута (Connecticut Department of Transportation) и Нью-Джерси Транзит (New Jersey Transit). Главный терминал — Гранд Сентрал. Поезда линий Port Jervis Line и Pascack Valley Line заканчиваются на станции Хобокен. Жители пригородов могут пересесть на Secaucus Junction до станции New York Pennsylvania Station поездом Нью-Джерси Транзит или Хобокен Терминал в Манхэттене поездом PATH.
Нью-Джерси Транзит (New Jersey Transit) — третья по оживленности пригородная ж/д в США, обслуживаемая New Jersey Transit Corporation связанная с Metro-North Railroad и Amtrak. Имеет три важных терминала Pennsylvania Station (Манхэттен), Hoboken Terminal (Хобокен) и Pennsylvania Station (Ньюарк), важный пересадочный пункт Secaucus Junction. НДТ также обслуживает легкорельсовая система Хадсон — Берген по округу Хадсон, Newark City Subway и River Line, которая идёт вдоль совместного пути с Conrail Shared Assets Operations из Трентона в Камден. НДТ также соединён с автобусами пригородного сообщения из и вне Манхэттена.

### Загородные автобусы
New Jersey Transit, Academy Bus, Coach USA, Adirondack Trailways и многие другие компании обслуживают автобусы пригородного сообщения до терминала Port Authority на Манхэттене, и многие другие автобусные компании в Нью-Джерси. Автобусные службы обслуживают близлежащие округа штата Нью-Йорк и Коннектикута, но многие ограничиваются терминалами метро и прочими ж/д станциями.

### Загородное применение
Согласно проведённому в 2010 году американскому общественному опросу 54,3 % (5 476 169) людей из пригородов использует автомобиль или личное транспортное средство, 7,0 % (708 788) — carpool (развозят друг друга по договорённости на своей машине), 27,0 % (2 721 372) — общественный транспорт, 5,5 % (558 434) добираются пешком, 2,0 % (200 448) — другие виды транспорта.